# Bernhard Friedrich Thibaut
Bernhard Friedrich Thibaut (Hamburg-Harburg, 22 dicembre 1775 – Gottinga, 4 novembre 1832) è stato un matematico tedesco.

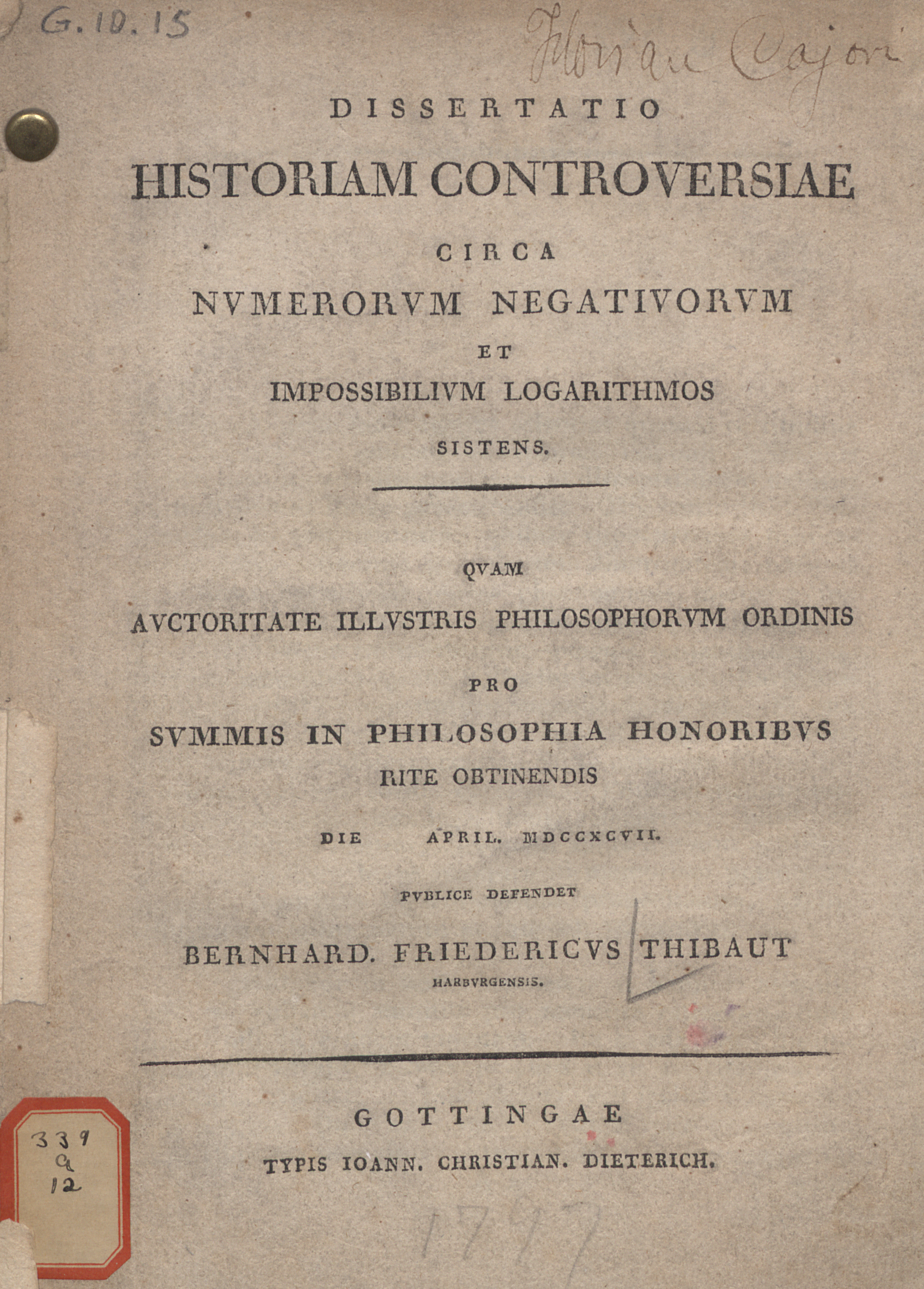
Dissertatio historiam controversiae circa numerorum negativorum et impossibilium logarithmos sistens, 1797

Era il fratello minore del famoso giurista Anton Friedrich Justus Thibaut e studiò all'università di Gottinga con Georg Christoph Lichtenberg, Johann Beckmann e Abraham Gotthelf Kästner. Nel 1797 diventò professore a Gottinga, nel 1802 e nel 1805 professore associato di filosofia e infine nel 1828 professore di matematica.

## Opere
- (LA) Bernhard Friedrich Thibaut, Dissertatio historiam controversiae circa numerorum negativorum et impossibilium logarithmos sistens, Gottingae, Johann Christian Dieterich, 1797. URL consultato il 14 giugno 2015.